# Xã Ivy, Quận Franklin, Arkansas
Xã Ivy (tiếng Anh: Ivy Township) là một xã thuộc quận Franklin, tiểu bang Arkansas, Hoa Kỳ. Năm 2010, dân số của xã này là 576 người.